# Farrell Dobbs
Farrell Dobbs, född 1907, död 1983, var en amerikansk kommunistisk politiker. Dobbs var ledare för det trotskistiska partiet Socialist Workers Party från 1953 - 1972 och han ställde upp som partiets presidentkandidat i valen 1948, 1952, 1956 och 1960. 
Dobbs träffade Lev Trotskij i dennes hem i Mexiko 1940.